# Ирена Бијелић Горењак
Ирена Бијелић Горењак (Београд, 1972) је српска сликарка.

## Биографија
Рођена је 1972. године у Београду. Дипломирала је на Факултету ликовних уметности Универзитета уметности у Београду у класи професора Драгана Јовановића 2001. Члан је Удружења ликовних уметника Србије и Удружења ликовних уметника примењених уметности и дизајнера Србије. Бави се стварањем слика и уметничких дела у мешовитим медијима користећи велики број материјала песка, камена, гипса, зеолита, земље, пигмента, папира, платна, акрила и уља. Обично осликава рупе, кратер, круг, пукотине и расцеп. Излагала је на осам самосталних и преко педесет групних изложби.